# Wilhelm von Christ

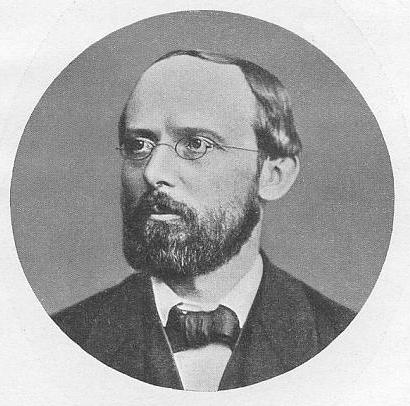
Wilhelm von Christ

Wilhelm von Christ, född den 2 augusti 1831, död den 8 februari 1906, var en tysk klassisk filolog.
Christ var professor i München 1860–1902. Bland Christs skrifter märks Metrik der Griechen und Römer (1874), en
kritisk upplaga av Homeros "Ilias" (1884), Geschichte der griechischen Litteratur bis auf die Zeit Justinians (1889, 4:e upplagan 1904) samt en upplaga av Pindaros (1896).